# ناوبری آبراهه
ناوبریِ آبراهه به معنای ترابری با شناور، از آبراهه‌ها (کانال‌ها، رودخانه‌ها و دریاچه‌ها) بین بندرها و اسکله‌های درون سرزمین‌ها است.